# Benedek Nagy
Benedek Nagy (n. 29 mai 1937, Cluj, România – d. 30 mai 2025) a fost un deputat român în legislatura 1990-1992, ales în județul Harghita pe listele partidului UDMR. În cadrul activității sale parlamentare, Benedek Nagy a fost membru în grupurile parlamentare de prietenie cu Republica Federală Germania. Republica Italiană, Ungaria și Canada. Benedek a fost deputat și în legislatura 1992-1996. În 1956, fiind student la Facultatea de Istorie, Universitatea Bolyai din Cluj, a fost condamnat la 5 ani de închisoare, pentru ”agitație publică” prin sentința nr. 68/1957 a Tribunalului Militar Cluj. Era una dintre reacțiile studenților față de revoluția/contrarevoluția din Ungaria. Nagy Benedek a fost închis la Gherla, Periprava și Salcia. A fost eliberat în noiembrie 1961.